# Puchar Białorusi w piłce nożnej (2016/2017)
Puchar Białorusi jest rozgrywany systemem turniejowym. Drużyny z niższych lig rozpoczynają walkę od 1/32 finału, a od 1/16 finału do gry przystępują drużyny Wyszejszaj lihi.
W sezonie 2016/17 trofeum zdobył klub Dynama Brześć.

## Uczestnicy
| ① Wyszejszaja liha (2016) 16 klubów | ② Pierszaja liha (2016) 14 klubów | ③ Druhaja liha (2016) 13 klubów | ④ Zwycięzcy pucharów regionalnych 4 kluby                                                                        |
| - BATE Borysów - Dynama Mińsk - Szachcior Soligorsk - Tarpieda-BiełAZ Żodzino - Naftan Nowopołock - Isłacz Minski Rajon - FK Mińsk - Nioman Grodno - FK Słuck - Biełszyna Bobrujsk - Dynama Brześć - Hranit Mikaszewicze - Sławija Mozyrz - FK Witebsk - Krumkaczy - FK Haradzieja | - Dniapro Mohylew - FK Smorgonie - FK Oszmiany - Chimik Swietłahorsk - Zorka-BDU Mińsk - FK Smolewicze - Homelżeldortrans - Tarpeda Mińsk - FK Lida - FK Słonim - FK Baranowicze - FK Orsza - Łucz Mińsk - FK Homel | - DJuSSz-DBK Homel - FK Kleck - Ragaczou-MK - Mołodeczno-DJuSSz-4 - Mantażnik Mazyr - Nioman-Ahra Stołpce - FK Osipowicze - Tarpeda Mohylew - FK Żytkowicze - Wertykal Kalinkowicze - Wiktoryja Marina Horka - Chwala Pińsk - Zabudowa-Stroj | - Pripiać Alszany (Obwód brzeski) - Siabar Mińsk (Mińsk) - FK Horki (Obwód mohylewski) - Sianno (Obwód witebski) |

## Rozgrywki

### Pierwsza runda
10–12 czerwca 2016
| Drużyna 1              | Wynik | Drużyna 2           |
| ---------------------- | ----- | ------------------- |
| Siabar Mińsk           | 0–7   | FK Słonim           |
| FK Gorki               | 1–5   | Chwala Pińsk        |
| FK Kleck               | 1–5   | Chimik Swietłahorsk |
| FK Osipowicze          | 1–2   | Homelżeldortrans    |
| Nioman-Ahra Stołpce    | 2–1   | FK Oszmiany         |
| Mantażnik Mazyr        | 2–3   | FK Smolewicze       |
| Sianno                 | 3–0   | Łucz Mińsk          |
| Wertykal Kalinkowicze  | 2–1   | Dniapro Mohylew     |
| FK Żytkowicze          | 0–7   | FK Orsza            |
| DJuSSz-DBK Homel       | 0–4   | Tarpeda Mińsk       |
| Wiktoryja Marina Horka | 0–5   | FK Smorgonie        |
| Zabudowa-Stroj         | 0–1   | FK Lida             |
| DJuSSz-4               | 0–2   | FK Homel            |
| Ragaczou-MK            | 2–7   | FK Baranowicze      |
| Pripiać Alszany        | 0–1   | Tarpieda Mohylew    |
| wolny los              | —     | Zorka-BDU Mińsk     |

### 1/16 finału
6–9 i 28 lipca; 1, 6 i 14 września 2016
| Drużyna 1             | Wynik        | Drużyna 2           |
| --------------------- | ------------ | ------------------- |
| FK Orsza              | 0–4          | FK Mińsk            |
| FK Słonim             | 0–2          | Dynama Brześć       |
| Nioman-Ahra Stołpce   | 0–5          | Nioman Grodno       |
| Zorka-BDU Mińsk       | 0–0 (k. 2–3) | Haradzieja          |
| FK Smolewicze         | 0–1          | FK Witebsk          |
| Chimik Swietłahorsk   | 0–4          | FK Słuck            |
| Chwala Pińsk          | 3–0          | Tarpieda-BiełAZ     |
| FK Smorgonie          | 0–1          | Hranit Mikaszewicze |
| Sianno                | 0–1          | Naftan Nowopołock   |
| Homelżeldortrans      | 2–1          | Krumkaczy           |
| FK Baranowicze        | 3–2          | Biełszyna Bobrujsk  |
| Tarpeda Mińsk         | 0–2          | Sławija Mozyrz      |
| Wertykal Kalinkowicze | 1–6          | Isłacz              |
| FK Homel              | 0–1          | Dynama Mińsk        |
| FK Lida               | 0–2          | Szachcior Soligorsk |
| Tarpieda Mohylew      | 0–4          | BATE Borysów        |

### 1/8 finału
21 września 2016
| Drużyna 1        | Wynik        | Drużyna 2           |
| ---------------- | ------------ | ------------------- |
| FK Baranowicze   | 2–3          | FK Mińsk            |
| Haradzieja       | 0–0 (k. 1–4) | Dynama Mińsk        |
| Nioman Grodno    | 1–2          | Szachcior Soligorsk |
| FK Słuck         | 3–0          | FK Smorgonie        |
| Tarpieda-BiełAZ  | 2–1          | FK Witebsk          |
| Homelżeldortrans | 0–0 (k. 3–0) | Sławija Mozyrz      |
| Dynama Brześć    | 2–1          | Naftan Nowopołock   |
| Isłacz           | 2–4          | BATE Borysów        |

### Ćwierćfinały
12–15 marca oraz 18–19 marca 2017
| Drużyna 1                            | Wynik dwumeczu | Drużyna 2           | Pierwszy mecz | Drugi mecz |
| ------------------------------------ | -------------- | ------------------- | ------------- | ---------- |
| Lakamatyu Homel                      | 1–5            | Szachcior Soligorsk | 0–3           | 1–2        |
| Dynama Mińsk                         | 2–2            | Dynama Brześć       | 2–2           | 0–0        |
| Tarpieda-BiełAZ                      | 1–2            | FK Słuck            | 1–0           | 0–2        |
| FK Mińsk                             | 1–3            | BATE Borysów        | 0–1           | 1–2        |
| Po lewej gospodarz pierwszego meczu. |                |                     |               |            |

### Półfinały
| Drużyna 1                            | Wynik dwumeczu | Drużyna 2           | Pierwszy mecz | Drugi mecz |
| ------------------------------------ | -------------- | ------------------- | ------------- | ---------- |
| FK Słuck                             | 2–3            | Szachcior Soligorsk | 1–2           | 1–1        |
| Dynama Brześć                        | 2–1            | BATE Borysów        | 2–0           | 0–1        |
| Po lewej gospodarz pierwszego meczu. |                |                     |               |            |

### Finał
| 28 maja 2017 | Dynama Brześć                                                                                              | 1:1 (pd.)(0:0, 1:1, k. 10:9) | Szachcior Soligorsk                                                                                                   | Stadion Nioman, Grodno Sędzia: Alaksiej Kulbakou |
| 28 maja 2017 | Lahczylin 82'                                                                                              | 1:1 (pd.)(0:0, 1:1, k. 10:9) | 69' Lisakowicz | Stadion Nioman, Grodno Sędzia: Alaksiej Kulbakou |
| 28 maja 2017 | L. Torres Avrămia Siadźko Witus                                                                            | 1:1 (pd.)(0:0, 1:1, k. 10:9) | Buszma Matwiejczyk Rybak                                                                                              | Stadion Nioman, Grodno Sędzia: Alaksiej Kulbakou |
| 28 maja 2017 | · Alisiejka · Torres · Siadźko · Afoakwa · Fameyeh · Lahczylin · Lebiedzieu · Witus · Avrămia · Mazaleuski | Rzuty karne                  | · Rybak · Alachnowicz · Lisakowicz · Janusz · Crepulja · Burko · Matwiejczyk · Kawalou · Aleksijewicz · Januszkiewicz | Stadion Nioman, Grodno Sędzia: Alaksiej Kulbakou |